# 아산사회복지재단
아산사회복지재단(峨山社會福祉財團)은 1977년 7월 1일 현대그룹 정주영 전 명예회장이 현대그룹의 모회사인 현대건설(주) 창립 30주년 기념사업의 일환으로 사재를 출연하여 설립한 공익재단법인이다. 설립취지는 "우리 사회의 가장 불우한 이웃을 돕는다"이며 활동 범위는 의료사업, 사회복지, 의료복지, 장학, 학술연구, 학술연찬 등이다. '아산'이라는 명칭은 정주영 회장의 고향인 통천군 아산리에서 그대로 따온 것이다.

## 주요 사업
- 아산의학상
- 아산상

## 조직
- 이사장 - 이사회
  - 사회복지자문위원회
  - 의료복지자문위원회
  - 학술연구자문위원회
  - 장학자문위원회
  - 명예자문위원회
- 사무처
  - 경영지원팀
  - 구매팀
  - 복지사업팀

### 산하의료원
- 서울아산병원
- 청라아산병원*2029년 개원예정
- 강릉아산병원
- 정읍아산병원
- 보령아산병원
- 홍천아산병원
- 보성아산병원
- 금강아산병원
- 영덕아산요양병원